# George Pullman
Pour les articles homonymes, voir Pullman.
George Mortimer Pullman (3 mars 1831 à Brocton dans l'État de New York – 19 octobre 1897 à Chicago) est un inventeur et industriel américain. Il est particulièrement connu comme inventeur des wagons-lits Pullman que l'on nomme familièrement un « Pullman ».

## Biographie

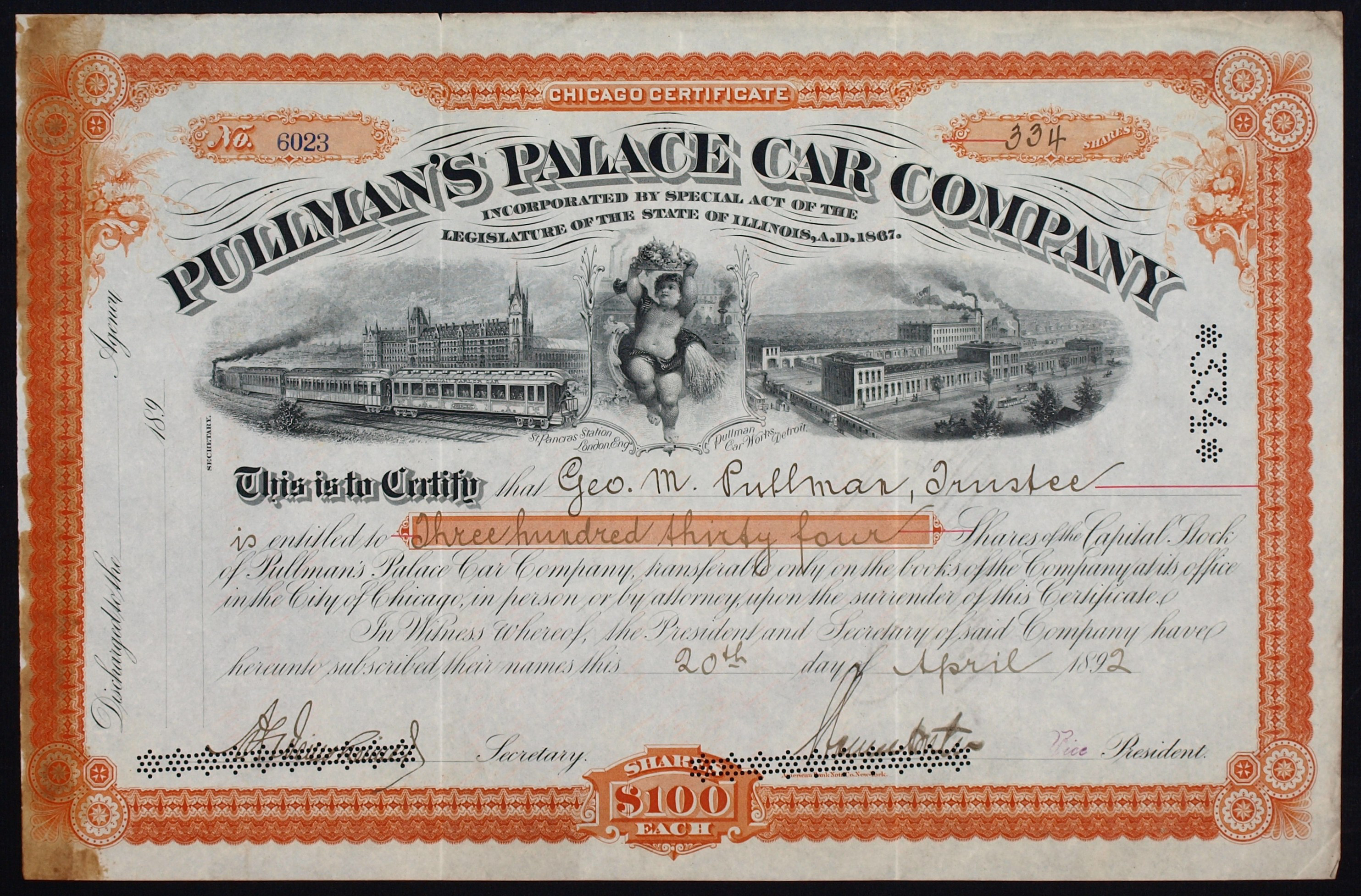
Action de la Pullman's Palace Car Company en date du 20 avril 1892, émettre sur George M. Pullman

Georges Mortimer Pullman est né à Brocton, dans l'État de New York, et déménage avec sa famille à Albion, via le Canal Érié. C'est lors de l'élargissement de ce canal qu'il apprend de son père, mécanicien, à déplacer des maisons et les réinstaller sur des fondations nouvellement construites.
Il quitte l'école à quatorze ans pour devenir commis dans un magasin de matériel agricole. Apprenti chez son frère Albert, ébéniste, il vend à travers tout le pays les pièces que fabrique son aîné. Ce sont ces voyages la nuit, assis, dans des trains inconfortables, qui lui donnent l'idée de construire un jour un wagon-lit plus confortable.
En 1859, les deux frères s'installent à Chicago, se lancent comme entrepreneurs de travaux publics et comptent y faire fortune en construisant des hôtels. La ville marécageuse surélève ses voies à cette époque pour construire son système d'égout et nécessite de déplacer ses bâtiments. Profitant de l'expérience de son père, il acquiert la notoriété en 1861 en déplaçant sur vérin le Tremont House (en), un hôtel de briques de six étages, se vantant dans les médias qu'il a réalisé son exploit alors que les invités étaient restés à l'intérieur.
Auréolé de son succès, il convainc les directeurs d'une compagnie de chemin de fer locale de lui confier deux wagons qu'il aménage à sa guise. Après la guerre de Sécession, il dépense une fortune pour concevoir un nouveau prototype, le Pioneer, dans lequel les voyageurs de nuit disposent d'un cabinet de toilette avec eau courante chaude et froide, un placard à linge et une décoration raffinée. Mais chaque wagon pèse 27 tonnes, a un trop grand gabarit et ne peut passer sous tous les ponts. Cette « Pullman's folly » l'oblige à mettre au rancart son wagon luxueux. La mort du président Abraham Lincoln en 1865  va lui redonner une publicité inattendue. le colonel Bowen, chargé des funérailles du président, veut un grand cérémonial. Pullman a l'idée de lui proposer son Pioneer pour transporter la dépouille et convainc Bowen d'aménager la voie ferrée au gabarit de ses wagons. Au retour du convoi vide à Washington, il invite alors les notables des villes traversées à monter à bord  et y organise des réceptions. À la suite de cette campagne publicitaire, la Pullman car, avec ses lits rabattables et ses stewards, est adoptée par les compagnies de chemins de fer. 
En 1867, il fonde sa propre compagnie, la Pullman Company. Il est notamment à l'origine de la création de la première ville nouvelle des États-Unis : la cité ouvrière Pullman. Cette dernière concentrait à la fois les usines Pullman, les bâtiments administratifs et les unités résidentielles dans lesquelles vivaient les employés de l'entreprise. Annexée à la ville de Chicago en 1889, l'ancienne cité ouvrière de Pullman constitue aujourd'hui un district historique (connu sous le nom de Pullman National Historical Park) situé dans le secteur de Pullman à Chicago. Le district historique bénéficie d'une protection patrimoniale. En effet, il est protégé et classé sur les prestigieuses listes des Chicago Landmarks (CL), des National Historic Landmarks (NHL) et du Registre national des lieux historiques (NRHP).

### Grève Pullman
En 1894 se produit la célèbre grève Pullman à Chicago, où tout appartenait à George Pullman — usines, habitations des employés et commerces. Les employés étaient tenus de faire leurs achats dans les commerces de Pullman et leur loyer était déduit de leur feuille de paye. L'American Railway Union (ARU), dirigée par Eugene Victor Debs, gagne rapidement une popularité considérable dans la compagnie.et donne en mai 1894 pour consigne à ses sympathisants de boycotter les wagons Pullman, après le refus de l'organisation patronale General Managers Association (GMA) de renégocier les conditions de travail des ouvriers. Les aiguilleurs qui respectèrent cette consigne furent aussitôt renvoyés. La grève s'étendit néanmoins à d'autres usines, notamment dans le Kentucky. En juin, 260 000 cheminots participent au boycott des wagons Pullman. La GMA entreprend de recruter des briseurs de grève et fait appel à la milice de l'Illinois. Des dirigeants syndicaux sont arrêtés.
Le gouvernement de Grover Cleveland autorise les compagnies de chemin de fer à lever leurs propres milices privées. Le 6 juillet, un responsable de l'Illinois Central Railroad abat de sang froid deux grévistes. En réaction, des centaines de wagons sont incendiés par les grévistes ; les milices ouvrirent le feu sur ces derniers, faisant 13 morts et 53 blessés. Les autorités interdirent aux dirigeants de l'ARU d'envoyer des télégrammes, de s'exprimer en public et de participer à des rassemblements. Le 10 juillet, quatre syndicalistes dont Eugene Debs sont inculpés d'association de malfaiteurs pour l'envoi de télégrammes. Les arrestations de syndicalistes, la répression exercée par la milice et les divisions internes du mouvement syndical ont finalement raison de la grève.

### Fin de vie
En 1897, Pullman meurt dans sa demeure de Chicago. Il avait 66 ans. Il est enterré au cimetière de Graceland à Chicago.